# Harald Eggebrecht

Das Percy Warberger-Schriftsteller-Trio (von links): Harald Eggebrecht, Michael Winter und Sten Nadolny;
1995 bei einer Lesung bei Otto Stender in der Georgsbuchhandlung, Hannover

Harald Eggebrecht (* 1946 in Helmstedt) ist ein deutscher Journalist, Autor, Kritiker und Publizist.

## Leben
Harald Eggebrecht ist der Sohn des Schriftstellers Jürgen Eggebrecht (1898–1982) und der Pianistin Elfi Eggebrecht, geb. Stiehr (1905–2000). Seine Brüder sind der Ägyptologe und Direktor des Roemer- und Pelizaeus-Museum Hildesheim, Arne Eggebrecht (1935–2004), und der Cellist und Münchner Philharmoniker Jörg Eggebrecht (1939–2009).
Eggebrecht studierte Literaturwissenschaft, Musikwissenschaft und Kunstwissenschaft in München und Berlin, die Promotion war 1978. Zunächst war er von 1981 bis 1987 Kulturredakteur des Norddeutschen Rundfunks. Seitdem arbeitet er als freier Autor für Medien, vor allem für die Süddeutsche Zeitung. Ab 1995 realisierte er die Sendereihe Die großen Geiger im Norddeutschen Rundfunk. Eggebrecht ist Autor von Veröffentlichungen unter anderem über Goethe, Karl May, Sergiu Celibidache, Philipp Otto Runge, Henri Rousseau, Ludwig II. Er war Juror in internationalen Musikwettbewerben (ARD-Wettbewerb, München; Gradus ad Parnassum, Wien; Louis Spohr Wettbewerb, Weimar, Joseph Joachim Wettbewerb, Hannover; Leopold Mozart Wettbewerb, Augsburg). Außerdem war er Dozent in Weimar, Salzburg, Würzburg. Seine Bücher über Große Geiger (2005) und Große Cellisten (2007) gelten als Standardwerke.
Eggebrecht ist Autor der Klassik-Video-Kolumne Auftakt im Online-Auftritt der Süddeutschen Zeitung. Zusammen mit Sten Nadolny und Michael Winter schrieb er unter dem Pseudonym Percy Warberger den Fortsetzungsroman Das große Spiel, der 1994/1995 im Feuilleton der Süddeutschen Zeitung erschien.
Harald Eggebrecht lebt in München.

## Schriften (Auswahl)
- Grosse Cellisten. Mit zwei Exkursen über große Bratschisten, mit einem Geleitwort von János Starker. Piper, München / Zürich, 2007, ISBN 978-3-492-04669-5.
- Große Geiger. Kreisler, Heifetz, Oistrach, Mutter, Hahn & Co, mit einem Vorwort von Joachim Kaiser. Piper, München / Zürich 2000, ISBN 3-492-04264-3.
  - erweiterte Taschenbuchausgabe: Große Geiger. Piper, München / Zürich 2005, ISBN 3-492-24302-9.
- Kunst des Nickerchens. Herder, Freiburg im Breisgau 2002, ISBN 3-451-07019-7.